# 乔治街一号
喬治街一號（英語：One George Street），位於新加坡萊佛士坊，是一棟2005年落成、樓高153（502英尺）的甲級商業大廈。乔治街一号由凯德商务产业和德国保险公司ERGO所拥有。大厦的知名租客包括：安顧、勞合社、菲力斯第一、加拿大及新西兰高級專員公署等。
加拿大及新西兰高級專員公署目前分别设于大厦的第11层及第21层。